# 篠山景春
篠山景春 ( ささやま かげはる，生年不詳 ~ 1600  )俗名篠山理兵衛 ( ささやま りへえ )。
戰國時代、甲賀忍者。甲賀五十三家、大原家一族。
篠山氏原大原氏一族原從屬南山六家。先祖為大伴氏。父景元（大原藏人）
甲賀士３６人之一，一度出仕織田信長，
信長死後，成為羽柴筑前守配下、織田信長於本能寺之變中突然死去，
之後繼成者究竟是信長之子織田信雄還是羽柴秀吉（未來的豐臣秀吉）之爭、
繼而引爆信雄與秀吉對立之尾州小牧·長久手之戰（天正１２年４月）
，篠山一族從秀吉而戰、篠山理兵衛景春則選擇織田信雄，
然而長久手之戰信雄大敗、被信雄認為通敵而被放逐成為浪人(掃到颱風尾?)。
一族只有他於甲賀領地被秀吉沒收、隱居於関地蔵邊。
天正１３年（１５８５）鎮壓紀州根來與雑賀一揆，
再次動員甲賀武士打算築堤水攻...不果，
景春之弟篠山資忠（篠山監物）領地亦被沒收，篠山因而家没落。
約十年後，慶長元年德川家康上洛時、景春奉命與家康對話, 談先祖事賜米千俵、
秀吉逝去後、慶長４年勸他出仕，推薦景春擔任甲賀附近領地伊勢郡代官。
自此復歸甲賀成為家康忠臣。
慶長５年、自豐臣秀吉病死後、德川家康已權頃豐臣政權。
家康欲討伐上杉中納言景勝歸國時，
自甲賀郡通過石部，被景春早先察知前豐臣家五奉行之長束大蔵大輔(長束正家)
於近江水口居城岡山城下陰謀企圖暗殺家康，通知家康避禍逃難、成功。之後獲賜褒美腰帶。

關原之戰爆發，同年８月１日與子景尚於伏見城籠城戰中、
篠山氏一族與甲賀武士之竹林、高嶺、梅田、上野等譜代家士共３１人皆被討死。